# Praga E-45
Il Praga E-45 era un caccia biplano monomotore monoposto costruito in Cecoslovacchia dall'azienda ČKD-Praga alla metà degli anni trenta del XX secolo e rimasto allo stadio di prototipo.

## Storia del progetto

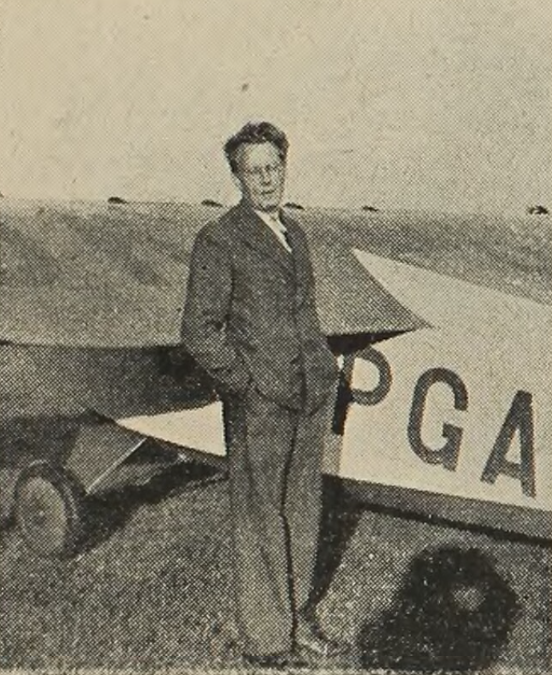
Il progettista del caccia Praga E-45, l'ingegnere Jaroslav Šlehta.

In seguito alla richiesta per un nuovo caccia emessa dalla Češkoslovenske Vojenske Letectvo l'azienda aeronautica azienda ČKD-Praga progettò un nuovo velivolo che fu designato BH-44. Il nuovo caccia fu realizzato per competere con l'Avia B-34 che tuttavia si rivelò superiore. Gli ingegneri Pavel Beneš e Miroslav Hajn si impegnarono allora a di progettare il BH-44 per renderlo più competitivo, riducendone le dimensioni, adottando una sezione di coda ridisegnata e una fusoliera più snella e pulita aerodinamicamente. La riprogettazione fu completata da Jaroslav Šlechta, che sostituì anche il motore Hispano-Suiza 12Y drs con un Rolls-Royce Kestrel VI da 710 CV.
Lo sviluppo del nuovo aereo, designato E.45, fu molto lungo tanto che andò in volo per la prima volta volò circa 17 mesi dopo del suo avversario. L'Avia B-34, più pesantemente armato, fu dichiarato vincitore del concorso e fu firmato un contratto di produzione per oltre 400 velivoli. Del Praga E-45 fu realizzato un solo prototipo.

## Descrizione tecnica
Aereo da caccia, biplano, monoposto monomotore. La configurazione alare era biplana con ali di uguale apertura, leggermente sfalsate e senza freccia. La corda alare era in gran parte costante, e le ali terminavano con punte ellittiche marcate. Esse erano collegate tra loro da una coppia di montanti interalari a N per semiala, inclinati verso l'esterno e rinforzati con fili metallici. L'ala superiore era collegata alla fusoliera da due montanti di rinforzo a N in prossimità dell'abitacolo e da altri due che partivano dall'attacco dei montanti interalari. Alettoni aerodinamicamente bilanciati coprivano quasi tutto il bordo d'uscita dell'ala inferiore. 
La fusoliera era costruita attorno a una struttura rettangolare in tubo d'acciaio, rivestita in alluminio attorno al propulsore, al ponte superiore e all'estremità della coda, e in compensato ricoperto di tessuto nelle altre parti. La cabina di pilotaggio era posizionata ben dietro le ali e poteva essere aperta o chiusa. Il piano orizzontale era in legno e compensato, ricoperto di tessuto, mentre la pinna e le superfici di controllo avevano telai in acciaio rivestiti in tessuto. Le superfici di controllo erano bilanciate a corno e l'incidenza del piano di coda poteva essere regolata in volo. Anche la pinna era regolabile direzionalmente, ma solo da terra. Il carrello di atterraggio era triciclo, posteriore, fisso, con le gambe principali carenate, così come le ruote. Le ruote opzionalmente svasate erano oleo-smorzate e avevano freni differenziali. Il pattino di coda era dotato di ammortizzatore.
La propulsione era assicurata da un motore in linea Rolls-Royce Kestrel VI a 12 cilindri a V,  raffreddato a liquido, erogante la potenza di  670 CV (500 kW), ed azionante un'elica bipala. Il radiatore di raffreddamento del liquido era posizionato immediatamente dietro l'elica. Non vi erano né tubi di scarico esterni né monconi, solo sei piccole porte aperte per lato. L'armamento era composto da due mitragliatrici fisse ČZ vz. 30 calibro 7,92 mm (0,312 pollici) installate nella cappottatura superiore, e sparanti attraverso l'elica tramite un dispositivo di sincronizzazione.

## Impiego operativo
Il prototipo dello E-45 volò per la prima volta l'8 ottobre 1934, nella mani del capo collaudatore aziendale Smetena. A quel tempo era stato effettuato dalla CVL un grosso ordine per il caccia concorrente, lo Avia B-34 (agosto 1934) e lo E-45 poteva fungere solo da riserva in caso di problemi di produzione del velivolo Avia. In volo lo E-45 dimostrò  buone caratteristiche, dimostrandosi molto manovrabile ed una eccellente piattaforma di tiro. Non ne furono costruiti altri e l'unico esemplare del Praga E-45 nell'aprile 1938 fu acquistato dal Ministero dei Lavori Pubblici ricevendo la registrazione civile OK-ERR nel maggio successivo. Con la crisi dei Sudeti il prototipo fu requisito dall'esercito cecoslovacco dopodiché non se ne seppe più nulla.

## Utilizzatori
Cecoslovacchia
- Češkoslovenske Vojenske Letectvo